# Great Napoleonic Battles
Great Napoleonic Battles est un jeu vidéo de type wargame conçu par Edward Grabowski et publié par Impressions Games en 1991 sur IBM PC, Amiga et Atari ST. Le jeu simule trois batailles des guerres napoléoniennes : la bataille de Waterloo, la bataille de Marengo et la bataille des Quatre Bras. Le joueur peut y affronter l’ordinateur ou un autre joueur. Le jeu propose notamment un éditeur de scénario.

## Système de jeu
Great Napoleonic Battles est un wargame qui simule trois batailles des guerres napoléoniennes : la bataille de Waterloo, la bataille de Marengo et la bataille des Quatre Bras. Il se joue à la souris et au clavier, seul contre l’ordinateur ou à deux. Il se déroule sur une carte divisée en cases hexagonales sur laquelle les unités sont représentées par des carrés. La carte est constituée de différents types de terrains, incluant des rivières, des collines, des marécages et des ponts. Les unités peuvent être constituées d’infanterie, de cavalerie ou d’artillerie, chacune avec ses propres caractéristiques d’attaque et de défense. Le jeu se déroule au tour par tour, chaque joueur pouvant à tour de rôle déplacer ses unités et les faire tirer. Les résultats des combats sont ensuite calculés en fonction des unités en présence et du type de terrain ou se déroulent les affrontements.
Le jeu inclut un programme de personnalisation, inclut dans une deuxième disquette. Celui-ci permet notamment de créer de nouvelles cartes et unités et de modifier certains paramètres du jeu dont le niveau de difficulté, la présence ou non du brouillard de guerre, la prise en compte du moral, les effets des différents terrains et la manière dont sont calculés les résultats des combats.

## Accueil
| Great Napoleonic Battles |      |       |
| Média                    | Pays | Notes |
| Amiga Format             | RU   | 40 %  |
| Amiga Mania              | RU   | 31 %  |
| Amiga Power              | RU   | 63 %  |
| CU Amiga                 | RU   | 84 %  |
| Joystick                 | FR   | 82 %  |